# Szkúner

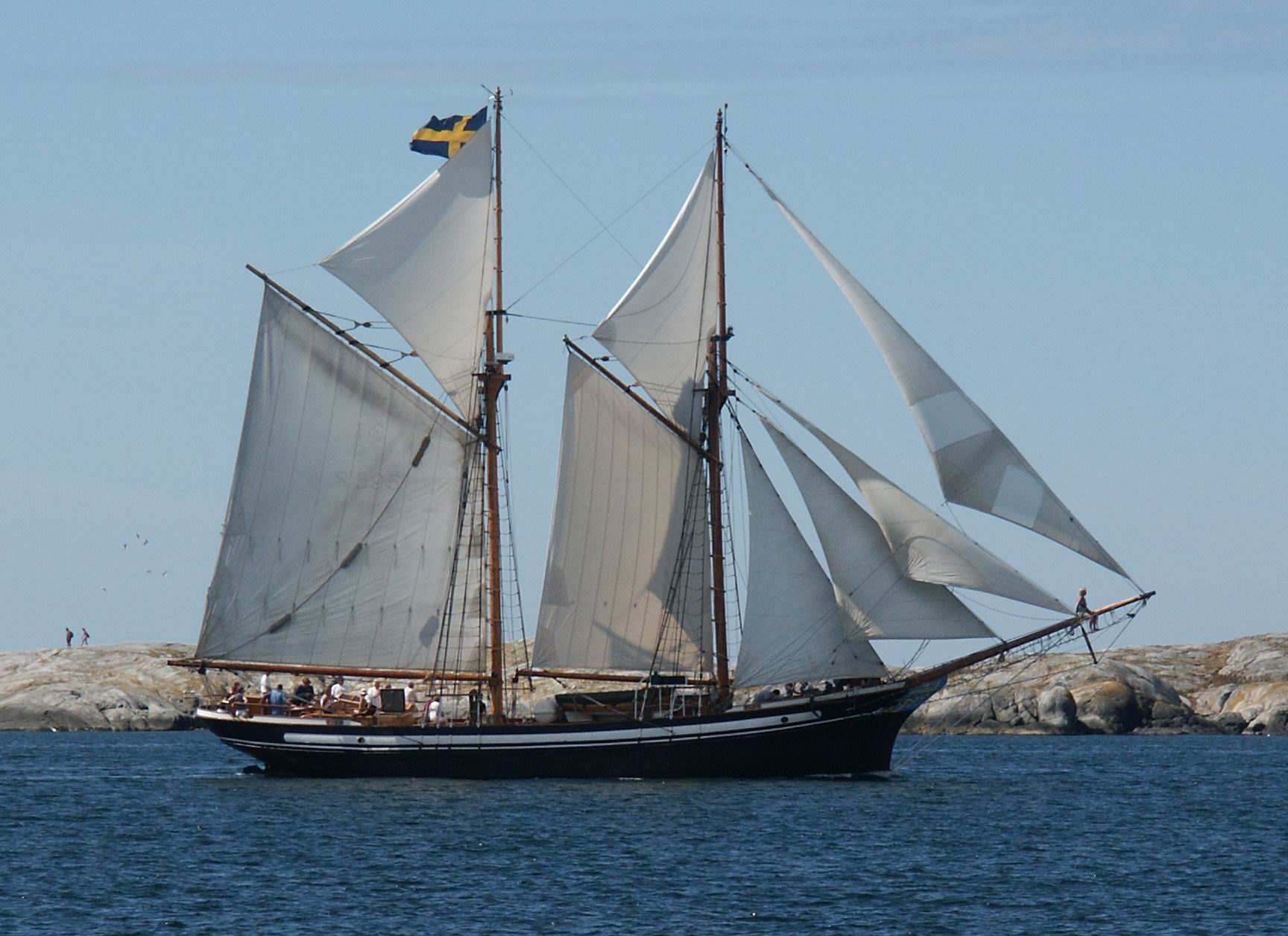
A német Atene szkúner

A szkúner (vagy sóner) a 16. században Hollandiában kialakított, legalább két árbóccal rendelkező vitorláshajó-típus. Mint kereskedelmi hajó a 19. században élte a fénykorát. A szkúner is, akárcsak a többi holland hajó, gyorsjáratú. Könnyen romlandó élelmiszert, halat szállított, de a rabszolga-kereskedelemben, csempészetre és hadihajóként is alkalmazták.
Két árbócán csonkavitorlákat hordott, s ezek fölé később még csúcsvitorlák is kerültek.  Az orrárbócra rögzített háromcsúcsú orrvitorlák egyetlen szkúnerról sem hiányozhattak. A szkúner vitorlázata nagyon egyszerű volt és könnyen kezelhető, úgyhogy ezek a hajók gyorsaságukkal és mozgékonyságukkal is kitűntek, valamint kis számú legénységükkel, ezért igen gazdaságosak voltak. A 19. század a szkúnerek, a klipperek és a barkok korszaka volt, ill. a vitorlások gazdag kombinációja. Olyan sokféle változat és alváltozat alakult ki az árbócok és vitorlázatok keverésével, hogy csak a szakemberek tudják őket megkülönböztetni.
A szkúner kereszt- és csonka vitorlázatú változatban terjedt el. A 19. században a szkúnerek, klipperek, barkok gyártása mellett kombinációk is létrejöttek. A kereszteződéseknek köszönhetően a csonka- és a keresztvitorla előnyei jobban érvényesültek. A brigg és a szkúner "új" variációkban kétféle eredményhez vezetett: teljes- és részleges változathoz. A teljes a brigantinnál jött létre, a részleges pedig a derékvitorlás szkúner és a sudárvitorlás szkúner esetében.
A brigantinon elöl volt a keresztvitorla, esetleg csonkavitorlával, hátulra szkúner-csonka vitorla került. A sudárvitorlás szkúner mindegyik árbócán egy keresztvitorla - sudárvitorla - foglalt helyet. A sudárcsúcsvitorlás szkúner csak elöl hordott keresztvitorlát.  
A szkúner és a bark vitorlásokból jött létre a három árbócos derékcsúcsvitorlás szkúner, két keresztvitorlájú előárbócával. Rengeteg fajta szkúner jött azóta létre.

## Képgaléria
- Bluenose (1938)

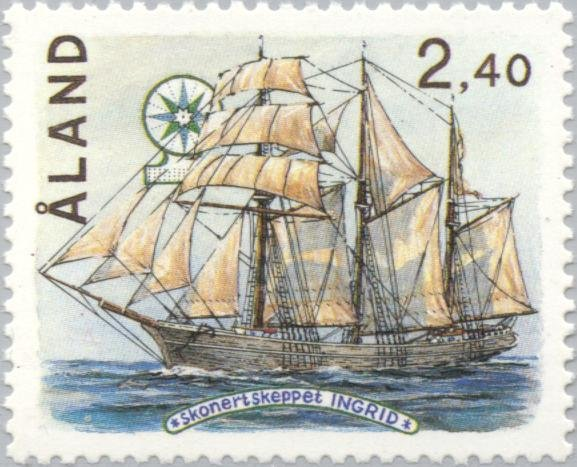
Ålandi Ingrid szkúner (1988)
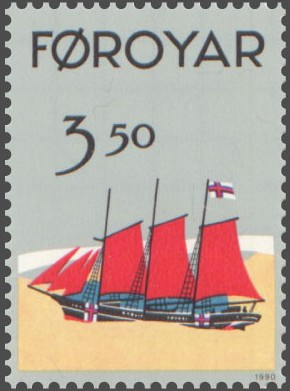
Feröer szigeteki Sanna szkúner
Vitorlaterv
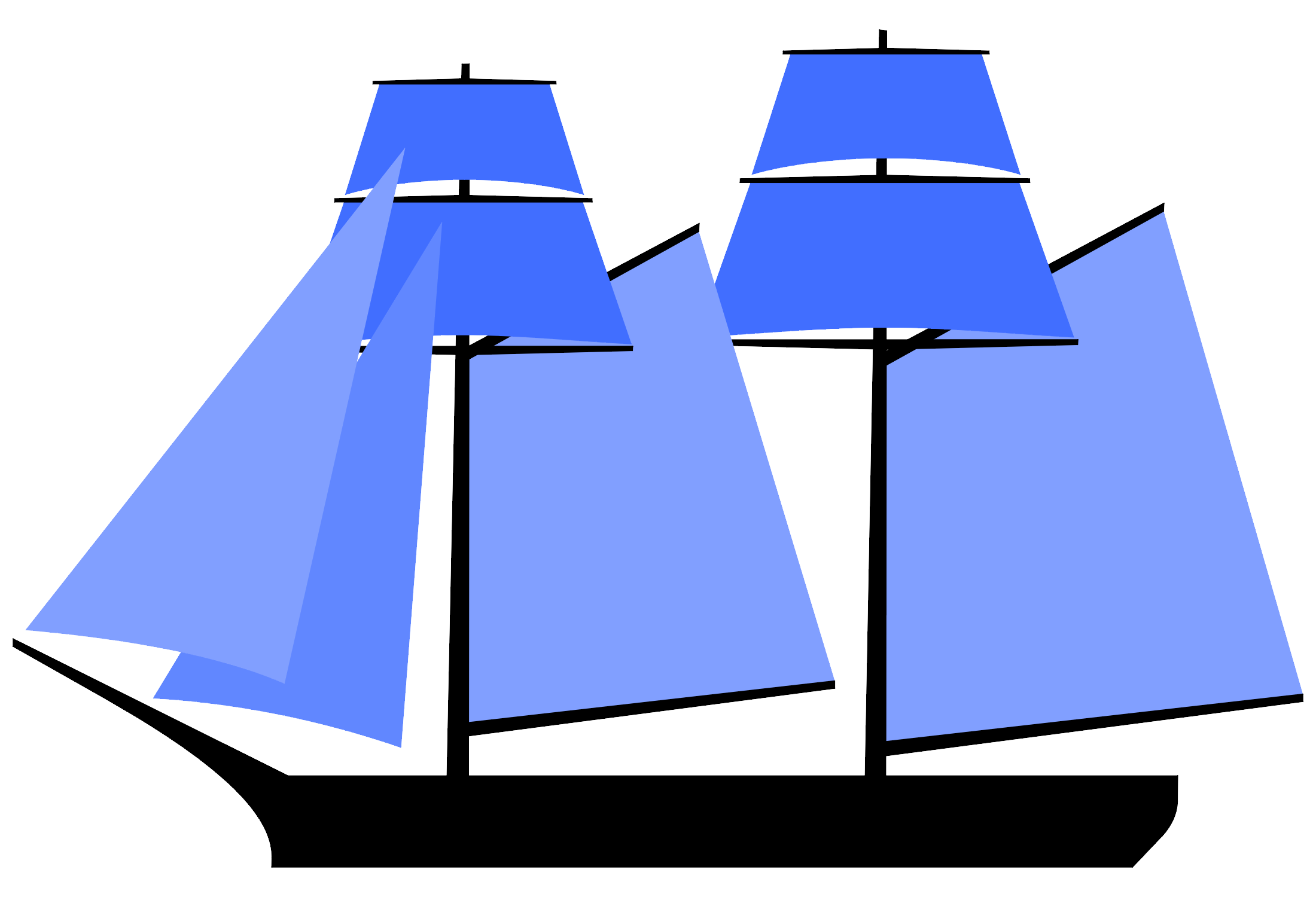
Vitorlaterv